# Natação nos Jogos Pan-Americanos de 1999 - 400 m livre feminino
O evento dos 400 m livre feminino nos Jogos Pan-Americanos de 1999 foi realizado em Winnipeg, Canadá, em 4 de agosto de 1999. A última campeã dos Jogos Pan-Americanos foi Brooke Bennett, dos Estados Unidos.
Essa corrida consistiu em oito voltas em nado livre em piscina olímpica.

## Resultados
Todos os tempos estão em minutos e segundos.
| CHAVE: | q | Mais rápidos não-classificados | Q | Classificados | GR | Recorde dos jogos | NR | Recorde nacional | PB | Melhor marca pessoal | SB | Melhor marca na temporada |

### Eliminatórias
A primeira fase foi realizada em 4 de agosto.
| Posição | Nome             | Nação              | Tempo   | Notas |
| ------- | ---------------- | ------------------ | ------- | ----- |
| 1       | Janelle Atkinson | JAM Jamaica        | 4:16.89 | Q     |
| 2       | -                | -                  | -       | Q     |
| 3       | Kaitlin Sandeno  | USA Estados Unidos | 4:18.97 | Q     |
| 4       | Julia Stowers    | USA Estados Unidos | 4:19.84 | Q     |
| 5       | -                | -                  | -       | Q     |
| 6       | -                | -                  | -       | Q     |
| 7       | -                | -                  | -       | Q     |
| 8       | -                | -                  | -       | Q     |

### Final B
A final B foi realizada em 4 de agosto.
| Posição | Nome           | Nação          | Tempo   | Notas |
| ------- | -------------- | -------------- | ------- | ----- |
| 9       | Gretchen Gotay | PUR Porto Rico | 4:35.70 |       |
| 10      | Natalie Crump  | BAR Barbados   | 4:38.83 |       |

### Final A
A final A foi realizada em 4 de agosto.
| Posição           | Nome                  | Nação              | Tempo   | Notas |
| ----------------- | --------------------- | ------------------ | ------- | ----- |
| Medalha de ouro   | Kaitlin Sandeno       | USA Estados Unidos | 4:10.74 |       |
| Medalha de prata  | Janelle Atkinson      | JAM Jamaica        | 4:10.83 |       |
| Medalha de bronze | Joanne Malar          | CAN Canadá         | 4:12.64 |       |
| 4                 | Julia Stowers         | USA Estados Unidos | 4:16.79 |       |
| 5                 | Ana Muniz             | BRA Brasil         | 4:19.47 |       |
| 6                 | Nayara Ribeiro        | BRA Brasil         | 4:19.75 |       |
| 7                 | Patricia Villarreal   | MEX México         | 4:24.66 |       |
| 8                 | Michelle Diago Jensen | PUR Porto Rico     | 4:25.18 |       |